# Passivumschreibung
Passivumschreibung ist eine Sammelbezeichnung für Handlungsrichtungen, die den Handlungsträger nicht nennen, aber auch nicht im Passiv stehen. Es handelt sich also um unpersönliche Ausdrücke. Ein typisches Beispiel dafür ist die man-Form (z. B.: Man darf hier nicht rauchen).
Passivumschreibungen nutzt man auch, um den Handelnden (aus Unkenntnis oder bewusst) nicht zu nennen.

## Beispiele
Nachfolgend typische Umschreibungen am Beispiel des Satzes: „Das Mehl wird gesiebt“ (Passiv Präsens).
| Umschreibung              | Beispiel                         |
| ------------------------- | -------------------------------- |
| man-Form                  | Man siebt das Mehl.              |
| sein + zu + Infinitiv     | Das Mehl ist zu sieben.          |
| lassen + sich + Infinitiv | Das Mehl lässt sich sieben.      |
| Infinitiv + Verb + bar    | Das Mehl ist siebbar.            |
| Nominalisierung           | Beim Basteln ist Geduld gefragt. |

## Belege
- Deutschbuch Cornelsen, 7. Klasse – Thema: Aktiv und Passiv